# 坦噶区
坦噶區 (Tanga)，坦桑尼亞的一個地區，下分七縣。總面積26,808平方公里，2002年人口1,642,015。首府坦噶。